# Lynn Seymour
Lynn Seymour, all'anagrafe Berta Lynn Springbett (Wainwright, 8 marzo 1939 – Londra, 7 marzo 2023) è stata una ballerina, direttrice artistica e attrice canadese.

## Biografia

### I primi anni
Lynn Seymour nacque a Wainwright in una famiglia di origini scozzesi e cominciò a studiare danza a Vancouver durante l'infanzia. Nel 1953, dopo un provino davanti a Frederick Ashton, ottenne una borsa di studio per la Sadler's Wells Ballet School di Londra, dove fu compagna di classe delle future prime ballerine Antoinette Sibley e Marcia Haydée.
Nel 1956 fu scritturata dal Covent Garden Opera Ballet, mentre l'anno successivo si unì alla compagnia itinerante del Royal Ballet. Nel 1958 entrò a far parte della compagnia principale del Royal Ballet presso la Royal Opera House, dove Kenneth MacMillan creò il ruolo dell'Adolescente in The Burrow sulla plasticità fisica e sull'intensità espressiva della giovane ballerina. L'anno successivo fu promossa al rango di ballerina principale.
Nel 1960 ottenne vasti consensi per l'inusitato realismo con cui aveva interpretato il ruolo di una giovane vittima di abusi sessuali nel balletto The Invitation di MacMillan, mentre l'anno successivo Ashton la scelse per il ruolo della Ragazza ne Les Deux Pigeons. Il balletto di Ashton segnò l'inizio della sua breve ma acclamata partnership con Christopher Gable.

### L'affermazione internazionale
Nel 1965 MacMillan coreografò appositamente per Gable e Seymour i ruoli dei protagonisti nel suo nuovo Romeo e Giulietta e, sebbene la direzione del teatro impose i più celebri Margot Fonteyn e Rudol'f Nureev in occasione della prima, Seymour danzò il ruolo di Giulietta nel secondo cast, affermandosi tra le maggiori interpreti drammatiche della sua generazione. Nel ruolo di Giulietta fece il suo debutto scaligero nell'ottobre dello stesso anno, danzando accanto al Romeo di Gable.
L'anno seguente MacMillan assunse la direzione del Balletto della Deutsche Oper e Seymour lo seguì a Berlino in qualità di prima ballerina. Da tale sodalizio artistico nacquero creazioni memorabili quali il secondo movimento del balletto astratto Concerto e la prima versione in un atto di Anastasia (1967).
In questo periodo danzò in compagnie di primo piano come il London Festival Ballet, il National Ballet of Canada, l'Alvin Ailey American Dance Theater e l'American Ballet Theatre, collaborando con i coreografi del calibro di John Cranko, Antony Tudor, Jerome Robbins e Roland Petit. Di questo periodo è anche la partnership artistica con Rudol'f Nureev, con cui ha danzato un vasto repertorio che spaziava da Petipa e Bournonville fino a George Balanchine.
Quando MacMillan tornò a dirigere il Royal Ballet nel 1970, Seymour lo seguì in qualità di guest artist e tornò a danzare nel ruolo dell'eponima protagonista di Anastasia in occasione del debutto del nuovo allestimento in tre atti Il balletto divise la critica, ma unanime furono le lodi per la sua interpretazione. Nella seconda metà degli anni settanta, Ashton creò per lei il ruolo di Isadora Duncan in Five Brahms Waltzes in the Manner of Isadora Duncan (Amburgo, 1976) e quello di Natalia Petrovna in A Month in the Country, balletto in cui Seymour danzò in occasione della prima mondiale alla Royal Opera House nel 1978 accanto ad Anthony Dowell; per la sua interpretazione ottenne una candidatura al Laurence Olivier Award per l'eccellenza nella danza. Nello stesso periodo iniziò a creare coreografie originali per il Royal Ballet Choreographic Group e per la Rambert Dance Company. Nel 1978 danzò nel ruolo di Maria Vetsera in occasione della prima del Mayerling di MacMillan accanto al Rodolfo d'Asburgo-Lorena di David Wall. L'anno successivo interpretò l'eponima protagonista in un adattamento televisivo di Giselle in cui danzò accanto all'Albrecht di Nureev.

### La maturità artistica
Tra il 1978 e il 1980 fu direttrice artistica del Bayerisches Staatsballett di Monaco di Baviera e in questa veste favorì la carriera dal giovane coreografo William Forsythe e aumentò il prestigio della compagnia con ospiti del calibro di Nureev e Natalija Romanovna Makarova. Successivamente tornò a danzare per alcuni mesi con il Royal Ballet, a cui diede l'addio definitivo nel 1981. Nel 1987 tornò a danzare con il Northern Ballet nel balletto di Gillian Lynne A Simple Man e fece il suo debutto cinematografico nel film Giselle di Herbert Ross. L'anno successivo danzò nel ruolo della Matrigna accanto alla Cenerentola di Carla Fracci a Palermo. Nel 1989 fu Tatiana nell'Onegin di Cranko con l'English National Ballet e, con la ripresa dell'ultimo atto di Anastasia a New York, ricevette l'ovazione del pubblico del Metropolitan Opera House.
Nel 1993 recitò ancora al cinema per la regia di Derek Jarman, che la volle nel ruolo di Lidija Vasil'evna Lopuchova nel film Wittgenstein. Nel 1996 interpretò la Madre del Principe in occasione della prima dello Swan Lake di Matthew Bourne, che l'anno successivo la volle per il ruolo della Matrigna nella sua Cenerentola. 
Dal 2006 al 2007 fu co-direttrice artistica del Balletto dell'Opera Nazionale Greca ad Atene insieme a Irek Muchamedov.

### Vita privata
Nel 1968 ebbe una coppia di gemelli dalla relazione con il ballerino polacco Eike Walcz. Successivamente si sposò tre volte – con il danzatore Colin Jones, il fotografo Philip Pace e l'agente Vanya Hackel – ma tutti e tre i matrimoni terminarono con il divorzio. Da Pace ebbe un terzo figlio, Damian.
Frequentò la London School of Psychotherapy, appassionandosi al pensiero di Carl Rogers..
È morta nel 2023 alla vigilia del suo ottantaquattresimo compleanno.

## Filmografia

### Cinema
- Giselle, regia di Herbert Ross (1987)
- Wittgenstein, regia di Derek Jarman (1993)

### Televisione
- The Little Vampire – serie TV, 7 episodi (1986-1987)